# Rio do Cerne (Açungui)
Der Rio do Cerne ist ein Fluss im Südosten des brasilianischen Bundesstaats Paraná. Er entspringt im Munizip Campo Largo auf 899 m Meereshöhe. Er mündet 11 km nördlich davon noch im gleichen Munizip in den Rio Açungui. Seine Länge beträgt 11 km.

## Etymologie und Geschichte
Der portugiesische Begriff Cerne bedeutet auf Deutsch Kern oder Innerstes.
Der an sich unbedeutende Fluss ist als Namensgeber für die erste leistungsfähige Verbindungsstraße von Curitiba in den Norden von Paraná bekannt geworden.
Diese überquert den Rio do Cerne bei Straßenkilometer 35. Als der Abschnitt Santa Felicidade (westlicher Vorort von Curitiba) bis zum Rio do Cerne fertiggestellt war, wurde er schon für den Verkehr freigegeben. So bürgerte sich die Bezeichnung Estrada do Cerne ein.
Die heutige PR-090 wurde im September 1940 fertiggestellt. Zwanzig Jahre lang war sie der Hauptabflusskorridor für die Kaffeeproduktion aus dem Norden Paranás, die über den Hafen von Paranaguá und nicht mehr über den Hafen von Santos im Staat São Paulo verschifft wurde. Sie wurde in der ersten Hälfte der 1960er Jahre durch die Rodovia do Café (heutige BR-376) abgelöst. Die Estrada do Cerne ist bis heute (2022) nicht durchgehend asphaltiert.

## Geografie

### Lage
Das Einzugsgebiet des Rio do Cerne befindet sich auf dem Primeiro Planalto Paranaense (der Ersten oder Curitiba-Hochebene von Paraná).

### Verlauf
Seine Quelle liegt im Munizip Campo Largo auf 899 m Meereshöhe unterhalb des Morro do Ourives (1.070 m) nahe der Ortschaft Bateias. Der Fluss verläuft in nordwestlicher  Richtung.
Ab der Grenze zwischen den Munizipien Campo Largo und Campo Magro ändert er seinen Namen. Er heißt jetzt Rio do Ouro Fino (deutsch: Goldstaubfluss).
Er fließt im Munizip Campo Largo auf 587 m Höhe von rechts in den Rio Açungui.
Die Entfernung zwischen Ursprung und Mündung beträgt 11 km.